# T’en jezik
T’en jezik (rau, then, yang hwang, yanghuang; ISO 639-3: tct), tajski jezik uže skupine kam-tai, podskupine kam-sui, kojim govori 15 000 ljudi (1999 B. Wenze) u kineskoj provinciji Guizhou,
Ima tri diajlekta: hedong, hexi i huishui. Etnička grupa T’en broji 25 000 (2000 D. Bradley) pripadnika, ali ga mlađe osobe rjeđe koriste. Poznaju ga i pripadnici etničkih skupina Kineza i Bouyei koji žive na njihovom govornom području.

## Vanjske poveznice
- Ethnologue (14th)
- Ethnologue (15th)